# Боаз Имон
Боаз Имон (фр. Bois-Himont) насеље је и општина у северној Француској у региону Горња Нормандија, у департману Приморска Сена која припада префектури Руан.
По подацима из 2011. године у општини је живело 452 становника, а густина насељености је износила 77,4 становника/km². Општина се простире на површини од 5,84 km². Налази се на средњој надморској висини од 140 метара (максималној 150 m, а минималној 65 m).

## Демографија
| 1962. | 1968. | 1975. | 1982. | 1990. | 1999. | 2011. |
| ----- | ----- | ----- | ----- | ----- | ----- | ----- |
| 181   | 193   | 182   | 312   | 334   | 392   | 452   |

График промене броја становника у току последњих година